# Остання диктатура Європи

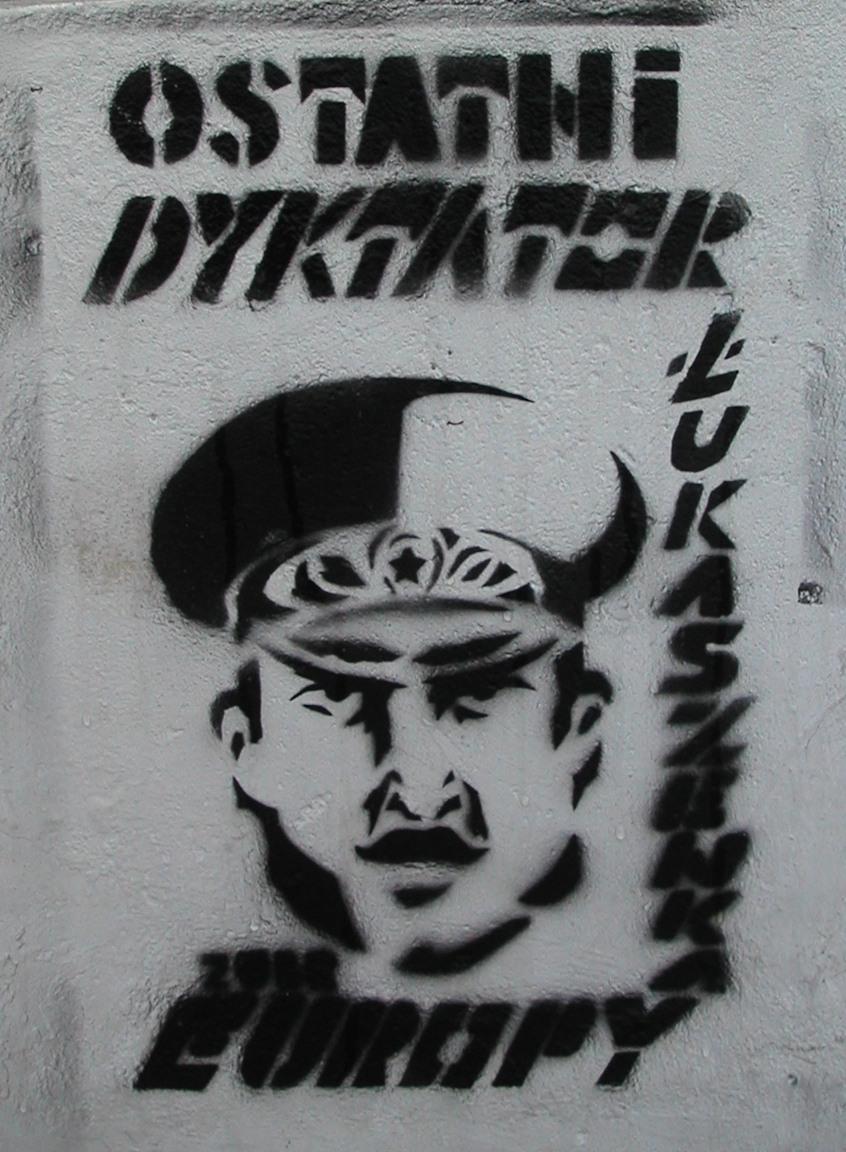
«Останній диктатор Європи» — графіті у Варшаві, листопад 2002

Остання диктатура Європи (біл. Апошняя дыктатура Эўропы) — термін, яким західний світ іноді характеризує політичний лад у сучасній Білорусі. Вперше його застосувала Держсекретар США Кондоліза Райс навесні 2005 року. Хоча стосовно очільника держави застосовуватися почав раніше, у зв'язку з проведенням референдуму 1996 року, який значно розширив повноваження президента Білорусі.

## Історія
У 2011 році з'явилася книга Ендрю Вілсона «Білорусь: Остання диктатура Європи» (англ. Belarus: The Last European Dictatorship), в якій розповідається про білоруську політику та економіку з 1991 до подій президентських виборів 2010 року. Автор визнав, що позичив назву книги у Кондолізи Райс, держсекретаря США за часів президентства Джорджа Буша-молодшого.
У 2012 році був представлений фільм англійців Метью Чарльза і Джуана Пасарельлі «Europe's Last Dictator» (укр. Останній диктатор Європи), знятий в Білорусі після виборів 2010 року. Метою створення фільму один із його авторів назвав прагнення поліпшити ситуацію в Білорусі, розповісти про його мешканцям Великої Британії, які про Білорусь мають оманливе та нечітке уявлення. На думку Метью Чарльза Білорусь — красива країна з доброзичливими і добрими людьми, проте через дії уряду вони «не можуть жити так, як хочуть». 1 травня 2012 було повідомлено, що білоруські спецпризначенці зірвали перегляд фільму в Мінську.

## Думка Лукашенка
Самопроголошений президент Білорусі Олександр Лукашенко у 2003 році заявив, що його становище й держава ніколи не дозволять стати диктатором. При цьому зазначив, що йому властивий «авторитарний стиль управління»[джерело?].
У березні 2012 року міністр закордонних справ Німеччини Ґідо Вестервелле назвав Лукашенка останнім диктатором Європи, Лукашенко відповів, що «краще бути диктатором, ніж голубим».
В жовтні 2012 Лукашенко сказав, що не вважає себе диктатором, бо це суперечить його демократичній суті, яка "цінує свободу людини найбільше"[джерело?].
2 травня 2014 року Лукашенка сказав, що в Європі є й набагато гірші від нього диктатори.

## Варіації терміна
Початковий варіант, застосований Кондолізою Райс, звучав як «The Last Dictatorship in Europe» (дослівно — «остання диктатура в Європі»). Книга Ендрю Вілсона — «The Last European Dictatorship» — «остання європейська диктатура». Публікація Андрія Динько 2012 році в New York Times називається «Europe's Last Dictatorship» («остання диктатура Європи»).